# Kontrollierte Nutzung des Feuers durch den Menschen

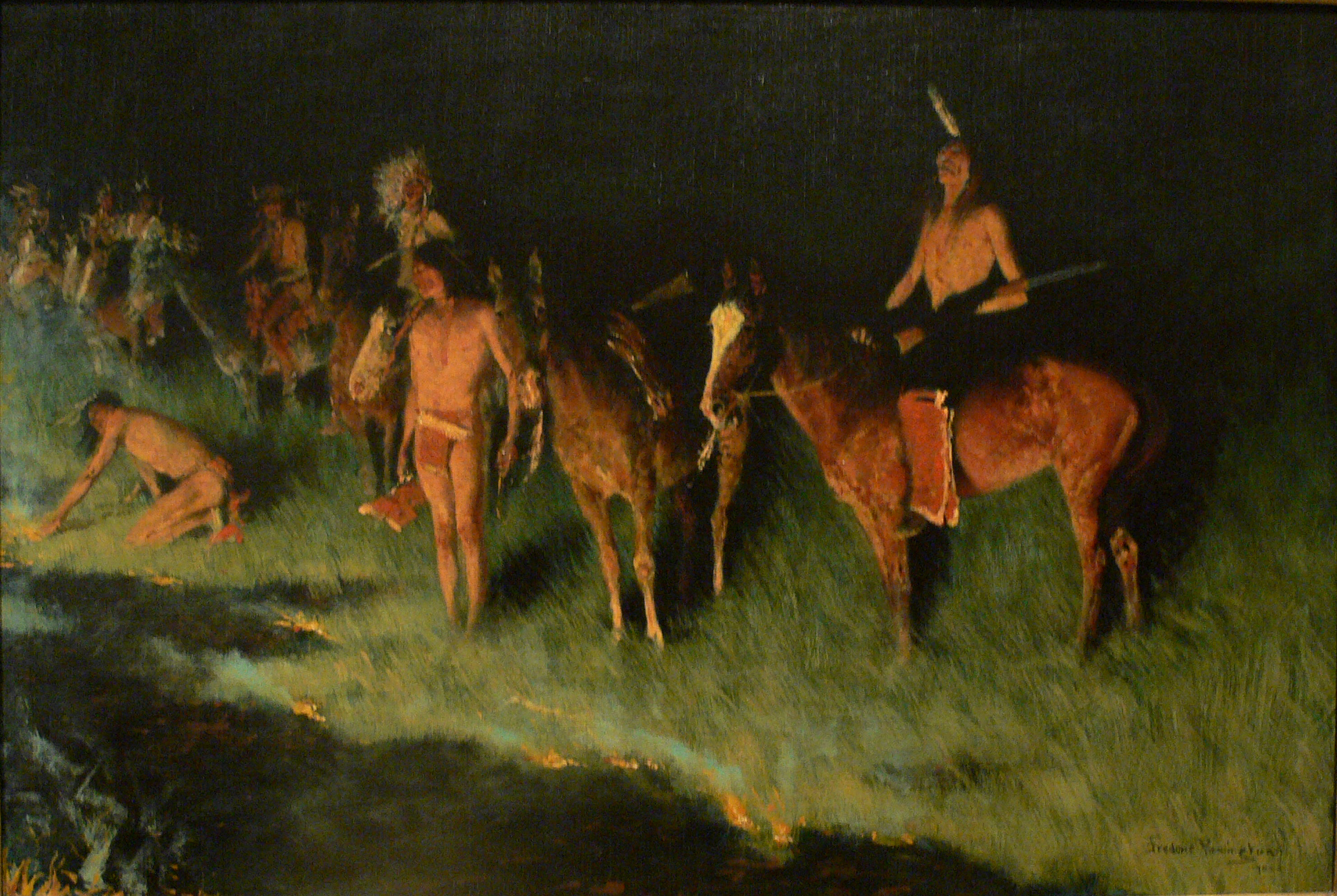
Indigene Völker legen seit langem Feuer von geringer Intensität, um Lebensräume kontrolliert offen zu halten. In vielen sogenannten Feuerökosystemen spielt der Mensch in dieser Hinsicht eine wichtige Rolle.

Die kontrollierte Nutzung des Feuers durch den Menschen war einer der entscheidenden Entwicklungsschritte, die die Evolution des Menschen ermöglichte. Feuer diente als Wärme- und Lichtquelle, als Schutz vor Raubtieren (vor allem nachts), als Mittel zur Herstellung fortschrittlicherer Jagdwerkzeuge und als Methode zum Kochen von Speisen. Diese kulturellen Fortschritte ermöglichten die geografische Ausbreitung der Menschen, kulturelle Innovationen und Veränderungen in der Ernährung und im Verhalten. Darüber hinaus ermöglichte die kontrollierte Nutzung des Feuers die Fortsetzung der menschlichen Aktivitäten in den dunklen und kälteren Abendstunden.
Der früheste definitive Nachweis der Nutzung des Feuers durch ein Mitglied der Gattung Homo wird auf die Zeit vor 1,7 bis 2,0 Millionen Jahren datiert. Die kontrollierte Nutzung des Feuers durch den Homo erectus, soll vor etwa einer Million Jahren begonnen haben. Einige der frühesten bekannten Spuren kontrollierten Feuers wurden an der Brücke der Töchter Jakobs in Israel gefunden und auf ~790.000 Jahre vor Christus datiert. An der Fundstelle fanden Archäologen auch die älteste kontrollierte Nutzung von Feuer zum Kochen von Speisen vor ca. 780.000 Jahren. Einige Studien deuten jedoch darauf hin, dass das Kochen von Nahrungsmitteln bereits vor etwa 1,8 Millionen Jahren begann.
Feuersteinklingen, die in Bränden vor etwa 300.000 Jahren verbrannt wurden, wurden in der Nähe von Fossilien des frühen, aber nicht ganz modernen Homo sapiens in Marokko gefunden. Feuer wurde von frühmodernen Menschen regelmäßig und systematisch verwendet, um Silkonstein zu erhitzen und Werkzeuge zu verbessern. Dies geschah z. B. vor etwa 164.000 Jahren am südafrikanischen Fundort Pinnacle Point. Belege für eine weit verbreitete Kontrolle des Feuers durch anatomisch moderne Menschen stammen aus der Zeit vor etwa 125.000 Jahren.

## Kontrolle des Feuers
Die Nutzung und Kontrolle des Feuers war ein allmählicher Prozess, der mehr als ein Stadium durchlief. Eine davon war die Veränderung des Lebensraums, etwa von dichten tropischen Trockenwäldern, in denen Waldbrände nur schwer zu überleben waren, hin zu Savannen (gemischtes Gras-/Waldland), in denen Waldbrände leichter zu überleben waren, mehr Wild lebte und einfacher zu jagen war. In den sogenannten Feuerökosystemen geschieht das bereits natürlich. Als sich vor etwa 3 Millionen Jahren die Savanne in Ostafrika aufgrund des kühleren und trockeneren Klimas ausbreitete, könnte der Mensch dabei eine wichtige Rolle gespielt haben.
Die nächste Phase umfasste wahrscheinlich die Interaktion mit verbrannten Landschaften und die Nahrungssuche nach Waldbränden, wie sie bei verschiedenen Wildtieren beobachtet wurde. In der afrikanischen Savanne ernähren sich Tiere wie Savannenschimpansen bevorzugt von kürzlich abgebrannten Flächen. Grüne Meerkatzen und eine Vielzahl von Vögeln, von denen einige auch Insekten und kleine Wirbeltiere im Gefolge von Bränden jagen.
Der nächste Schritt bestand vermutlich darin, die nach Waldbränden verbleibenden warmen Stellen zu nutzen. Beispielsweise sind Lebensmittel, die nach Waldbränden gefunden werden, in der Regel entweder verbrannt oder ungenügend gegart. So könnten die Vorfahren des Menschen Lebensmittel z. B. auf erhitzte Steine gelegt haben. Dies würde Vertrautheit mit dem Feuer und seinem Verhalten voraussetzen.
Ein früher Schritt bei der Kontrolle des Feuers wäre der Transport von Feuer von verbrannten zu nicht verbrannten Gebieten und das Anzünden dieser Gebiete durch kontrolliertes Abbrennen gewesen sein, was Vorteile bei der Nahrungsbeschaffung mit sich brachte. Die Aufrechterhaltung eines Feuers über einen längeren Zeitraum hinweg, etwa während einer Saison (wie der Trockenzeit), könnte zur Entwicklung von Basislagern geführt haben. Der Bau einer Feuerstelle oder einer anderen Feuerumschließung, wie etwa eines Steinkreises, konnte eine spätere Entwicklung gewesen sein. Die Fähigkeit, Feuer zu machen, im Allgemeinen mit einer Reibungsvorrichtung, bei der Hartholz gegen Weichholz reibt (wie bei einem Bogenbohrer), ermöglichte schließlich eine verlässliche Nutzung des Feuers.
Jedes dieser Stadien dürfte in verschiedenen Zeiten und Gesellschaften in unterschiedlicher Intensität aufgetreten sein, von gelegentlich oder „opportunistisch“ über „gewohnheitsmäßig“ bis hin zu „überlebenswichtig“.

## Im Altpaläolithikum
Die meisten Belege für eine kontrollierte Nutzung des Feuers während des Altpaläolithikums sind unsicher und werden von der Wissenschaftlern nur begrenzt anerkannt. Einige der Beweise sind nicht schlüssig, da es andere plausible Erklärungen für die Funde gibt, wie z. B. natürliche Prozesse. Die Ergebnisse belegen, dass der früheste bekannte kontrollierte Einsatz von Feuer in der Wonderwerk-Höhle in Südafrika vor einer Million Jahren stattfand.

### Afrika
Die Funde aus dem Wonderwerk sind der früheste Beweis für den kontrollierten Einsatz von Feuer. Intakte Sedimente wurden mittels mikromorphologischer Analyse untersucht. Die Fourier-Transformations-Infrarot-Mikrospektroskopie (mFTIR) lieferte in Form von verbrannten Knochen und verbrannten Pflanzenresten Beweise dafür, dass an der Fundstelle vor einer Million Jahren eine Verbrennung stattfand.
Ostafrikanische Stätten wie Chesowanja in der Nähe des Baringo-Sees, Koobi Fora und Olorgesailie in Kenia enthalten möglicherweise Hinweise dafür, dass das Feuer von frühen Menschen kontrolliert wurde. In Chesowanja fanden Archäologen rote Tonklumpen, die auf 1,4 Millionen Jahre datiert wurden. Diese Gesteinsbrocken müssen zum Aushärten auf 400 °C erhitzt worden sein. Bei Buschfeuern in Ostafrika verbrannte Baumstümpfe ergeben jedoch Gesteinsbrocken, die, wenn sie durch Erosion zerbrochen werden, den in Chesowanja gefundenen ähneln. Der kontrollierte Einsatz von Feuer in Chesowanja ist deshalb umstritten.
In Koobi Fora zeigen Funde von gerötetem Sediment, das von einer Erhitzung bei 200 bis 400 °C stammen könnte, dass der Homo erectus das Feuer schon vor 1,5 Millionen Jahren beherrscht haben könnte. Hinweise für eine mögliche menschliche Kontrolle des Feuers, gefunden in Swartkrans, Südafrika, umfasst verbrannte Knochen, darunter solche mit von Homininen verursachten Schnittspuren, sowie Acheulean- und Knochenwerkzeuge. Dieser Fundort zeigt einige der frühesten Hinweise auf fleischfressendes Verhalten bei H. erectus. In Olorgesailie, Kenia, wurde eine „feuerstellenähnliche Vertiefung“ gefunden, die zum Verbrennen von Knochen verwendet worden sein könnte. Sie enthielt jedoch keine Holzkohle, und es wurden keine Anzeichen von Feuer beobachtet. Es wurde zwar mikroskopisch kleine Holzkohle gefunden, die jedoch auch von einem natürlichen Buschfeuer stammen könnte.
In Gadeb, Äthiopien, wurden an einer Fundstelle Fragmente von verschweißtem Tuffstein gefunden, die offenbar verbrannt waren, aber das Wiederaufflammen des Gesteins könnte durch lokale vulkanische Aktivität verursacht worden sein.
Im mittleren Awash-Tal wurden kegelförmige Vertiefungen aus rötlichem Ton gefunden, die bei Temperaturen von 200 °C entstanden sein könnten. Einige vermuteten, dass diese durch das Verbrennen von Baumstümpfen entstanden sind und dass sie von frühen Hominiden erzeugt wurden, die Baumstümpfe angezündet haben, um außerhalb ihrer Behausung Feuer machen zu können. Diese Ansicht wird jedoch nicht allgemein akzeptiert.[1] Im Awash-Tal wurden verbrannte Steine gefunden, aber in dem Gebiet gibt es vulkanische Einflüsse, was die verbrannten Steine erklären könnte.
In der Nähe von Djebel Irhoud, Marokko, wurden verbrannte Feuersteine entdeckt, die durch Thermolumineszenz auf ein Alter von etwa 300 000 Jahren datiert wurden und in derselben Sedimentschicht wie Schädel des frühen Homo sapiens gefunden wurden. Der Paläoanthropologe Jean-Jacques Hublin geht davon aus, dass die Feuersteine als Speerspitzen verwendet und in Feuern zurückgelassen wurden, die von den frühen Menschen zum Kochen von Nahrung benutzt wurden.

### Asien
In Xihoudu in der Provinz Shanxi, China, zeigt die schwarze, blaue und graugrüne Verfärbung von Säugetierknochen, die an der Fundstelle gefunden wurden, Hinweise auf Verbrennungen durch frühe Hominiden. 1985 fanden Archäologen an einem anderen Fundort in China, Yuanmou in der Provinz Yunnan, geschwärzte Säugetierknochen, die auf 1,7 Millionen Jahre zurückgehen.

#### Vorderasien
Eine Fundstelle an der Brücke der Töchter Jakobs in Israel gibt Hinweise darauf, dass H. erectus oder H. ergaster vor 790.000 bis 690.000 Feuer kontrolliert hat. Eine KI-gestützte Spektroskopie half den Forschern, Beweise für die Verwendung von Feuer aus der Zeit vor 800.000 und einer Million Jahren zu finden. In einem im Juni 2022 veröffentlichten Artikel, haben Forscher des Weizmann Institute of Science zusammen mit Forschern der Universität Toronto und der Hebräischen Universität Jerusalem Deep-Learning-Modelle eingesetzt, um die Hitzeeinwirkung auf 26 Feuersteinwerkzeuge zu analysieren, die in den 1970er Jahren im Evron-Steinbruch im Nordwesten Israels gefunden wurden. Die Ergebnisse zeigen, dass die Werkzeuge auf bis zu 600 °C erhitzt wurden.

#### Südostasien
In Trinil, Java, wurde verbranntes Holz zusammen mit Fossilien von H. erectus (Java-Mensch) aus der Zeit von 830.000 bis 500.000 Jahren gefunden. Das verbrannte Holz könnte auf den Gebrauch von Feuer durch frühe Hominiden hinweisen.

## Mittelpaläolithikum

### Afrika
In der Cave of Hearths (Höhle der Herde) in Südafrika gibt es Brandablagerungen, die auf 700.000 bis 200.000 Jahre datiert werden, ebenso wie an verschiedenen anderen Orten wie der Montagu-Höhle (200.000 bis 58.000 Jahre alt) und der Klasies River Mouth (130.000 bis 120.000 Jahre alt).
Eindeutige Hinweise stammen von den Kalambo-Wasserfällen in Sambia, wo mehrere Artefakte gefunden wurden, die auf die Nutzung des Feuers durch den Menschen hinweisen, darunter verkohlte Baumstämme, Holzkohle, verkohlte Grashalme und Pflanzen sowie Holzgeräte, die möglicherweise durch das Feuer gehärtet wurden. Die Stätte wurde durch Radiokohlenstoffdatierung auf ein Alter von 180.000 Jahren datiert.
In der Stillbay-Kultur in Südafrika wurde Feuer zur Wärmebehandlung von Silkonsteinen verwendet, um ihre Bearbeitbarkeit zu verbessern, bevor sie zu Werkzeugen verarbeitet wurden. Diese Stillbay-Fundstellen stammen aus der Zeit vor 164.000 bis 72.000 Jahren, wobei die Wärmebehandlung von Stein vor etwa 164.000 Jahren begann.

### Asien

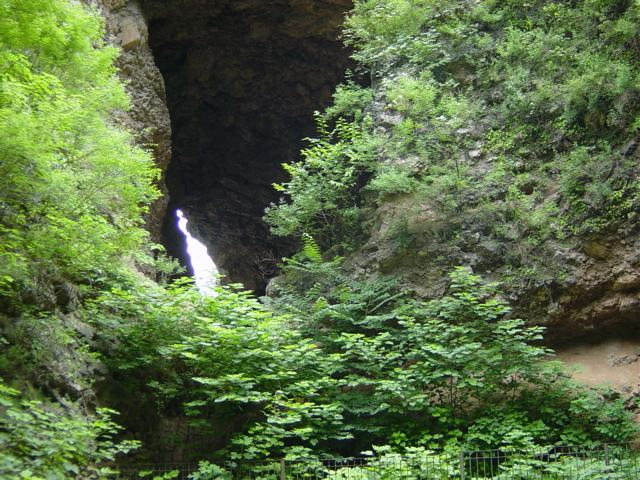
Die Zhoukoudian-Höhlen, ein Weltkulturerbe und eine frühe Stätte der menschlichen Nutzung des Feuers in China

Beweise in der Zhoukoudian-Höhle in China deuten darauf hin, dass hier das Feuer bereits 460.000 bis 230.000 Jahre vor Christus kontrolliert genutzt wurde. Das Vorhandensein von verbrannten Knochen, verbrannten Steinartefakten, Holzkohle, Asche und Feuerstellen neben H. erectus-Fossilien in Schicht 10, dem frühesten archäologischen Horizont der Stätte, lässt auf die Nutzung von Feuer in Zhoukoudian schließen. Dieser Nachweis stammt von Fundort 1, auch bekannt als Peking-Mensch-Fundort.

#### Vorderasien
An der amudischen Fundstätte Qesem-Höhle in der Nähe der Stadt Kfar Qasim, Israel, gibt es Belege für den regelmäßigen Gebrauch von Feuer von vor 382.000 Jahren bis etwa 200.000 Jahren, am Ende des Altpleistozäns. Es wurden große Mengen verbrannter Knochen und mäßig erhitzter Erdklumpen gefunden, und die an den Knochen gefundenen Schnittspuren deuten darauf hin, dass das Schlachten und Auslösen/Entflechten (Jägersprache) der Beute in der Nähe von Feuerstellen stattfand. Außerdem gelang es den in der Qesem-Höhle lebenden Homininen, ihren Feuerstein auf unterschiedliche Temperaturen zu erhitzen, bevor sie ihn zu verschiedenen Werkzeugen bearbeiteten.

#### Indischer Subkontinent
Die frühesten Belege für den kontrollierten Einsatz von Feuer durch den Menschen auf dem indischen Subkontinent stammen aus der archäologischen Stätte Main Belan im Tal des Belan-Flusses in Uttar Pradesh, Indien, und werden auf die Zeit vor 50.000 bis 55.000 Jahren datiert.

### Europa
Mehrere Fundorte in Europa, wie Torralba und Ambrona, Spanien, und St. Esteve-Janson, Frankreich, haben ebenfalls Hinweise für die Verwendung von Feuer durch ältere Formen von Homo erectus erbracht. Die ältesten Funde wurden in England in Beeches Pit, Suffolk, gemacht; sie datieren die Verwendung von Feuer auf ca. 413.000 v. Chr. In Vértesszőlős, Ungarn, wurde zwar keine Holzkohle gefunden, dafür aber verbrannte Knochen aus der Zeit vor ca. 350.000 Jahren. In Torralba und Ambrona, Spanien, wurden Gegenstände wie Steinwerkzeuge aus der Acheule-Zeit, Überreste großer Säugetiere wie ausgestorbene Elefanten, Holzkohle und Holz entdeckt. In Terra Amata in Frankreich gibt es eine Feuerstelle mit Asche (datiert zwischen 380.000 und 230.000 vor unserer Zeit). In Saint-Estève-Janson in Frankreich wurden in der Escale-Höhle fünf Feuerstellen und gerötete Erde gefunden; diese Feuerstellen wurden auf ein Alter von 200.000 Jahre datiert. Dutzende von Neandertaler-Faustkeilen aus Frankreich weisen Gebrauchsspuren auf, die darauf hindeuten, dass diese Werkzeuge vor etwa 50.000 Jahren mit dem Mineral Pyrit geschlagen wurden, um Funken zu erzeugen.

## Auswirkungen auf die menschliche Evolution

### Kulturelle Neuerung

#### Nutzen für den Menschen
Die Entdeckung des Feuers bot den frühen Hominiden eine Vielzahl von Nutzungsmöglichkeiten. Die Wärme hielt sie während der niedrigen Nachttemperaturen in kälteren Umgebungen am Leben und ermöglichte die geografische Ausbreitung von tropischen und subtropischen Klimazonen in gemäßigte Klimazonen. Das Feuer wehrte Raubtiere ab, vor allem in der Dunkelheit.
Das Feuer spielte auch eine wichtige Rolle bei der Veränderung der Ernährungsgewohnheiten. Das Kochen ermöglichte einen erheblichen Anstieg des Fleischkonsums und der Kalorienzufuhr. Bald entdeckte man, dass Fleisch auch getrocknet und über dem Feuer geräuchert werden konnte, um es für die mageren Jahreszeiten zu konservieren. Feuer wurde sogar zur Herstellung von Werkzeugen für die Jagd und das Schlachten verwendet. Die Hominiden lernten auch, dass das Entzünden von Buschfeuern zur Verbrennung großer Flächen die Fruchtbarkeit des Bodens erhöhen und das Gelände räumen konnte, um die Jagd zu erleichtern. Feuer wurde zudem für die Jagd selbst eingesetzt. Es wurde auch verwendet, um Höhlen auszuräumen, bevor man sie bewohnte, und trug dazu bei, dass die Nutzung von Unterkünften begann. Die vielfältigen Verwendungsmöglichkeiten des Feuers könnten zu spezialisierten sozialen Rollen geführt haben, z. B. zur Trennung von Köchen und Jägern.
Die Beherrschung des Feuers ermöglichte bedeutende Veränderungen im menschlichen Verhalten, in der Gesundheit, im Energieverbrauch und in der geografischen Ausbreitung. Hominiden konnten in viel kältere Regionen vordringen, die nach dem Verlust der Körperbehaarung zuvor unbewohnbar gewesen wären. Belege für ein komplexeres Verhalten zur Veränderung von Biomen lassen sich mindestens bis vor 200.000 bis 100.000 Jahren zurückverfolgen.

#### Herstellung von Werkzeugen und Waffen
Das Feuer ermöglichte bedeutende Innovationen bei der Herstellung von Werkzeugen und Waffen. Neuere Belege, die auf die Zeit vor etwa 164.000 Jahren datiert werden, deuten darauf hin, dass frühe Menschen in Südafrika während der mittleren Steinzeit das Feuer nutzten, um die mechanischen Eigenschaften von Werkzeugmaterialien zu verändern, indem sie ein feinkörniges Gestein, das Silcrete genannt wird, einer Wärmebehandlung unterzogen. Die erhitzten Steine wurden dann zu halbmondförmigen Klingen oder Pfeilspitzen für die Jagd und das Abschlachten von Beutetieren gehärtet. Dies könnte das erste Mal gewesen sein, dass Pfeil und Bogen für die Jagd verwendet wurden, mit weitreichenden Auswirkungen.

#### Kunst und Keramik
Feuer wurde bei der Schaffung von Kunst verwendet. Archäologen haben in Europa mehrere 1 bis 10 Zoll große Venusfiguren aus dem Paläolithikum entdeckt, einige aus Stein und Elfenbein geschnitzt, andere aus Ton geformt und dann gebrannt. Dies sind einige der frühesten Beispiele für Keramik. Auch zur Herstellung von Töpferwaren wurde häufig Feuer verwendet. Obwohl man früher annahm, dass die Töpferei mit dem Neolithikum vor etwa 10.000 Jahren begann, entdeckten Wissenschaftler in China in der Xianrendong-Höhle Keramikfragmente, die etwa 20.000 Jahre alt sind. Während der Jungsteinzeit und der landwirtschaftlichen Revolution vor etwa 10.000 Jahren wurden Töpferwaren sehr viel verbreiteter und wurden oft mit einfachen linearen Mustern und geometrischen Formen geschnitzt und bemalt.

#### Soziale Entwicklung und Nachtaktivität
Feuer war ein wichtiger Faktor bei der Ausbreitung und Entwicklung der Gesellschaften der frühen Hominiden. Eine Auswirkung des Feuers könnte die soziale Schichtung gewesen sein. Die Fähigkeit, Feuer zu machen und zu handhaben, könnte Prestige und eine soziale Stellung verliehen haben. Das Feuer führte auch zu einer Verlängerung der Tagesaktivitäten und ermöglichte mehr nächtliche Aktivitäten. Hinweise für große Feuerstellen deuten darauf hin, dass der Großteil der Nacht in der Nähe von Feuer verbracht wurde. Die verstärkte soziale Interaktion beim Zusammensein am Feuer könnte die Entwicklung der Sprache gefördert haben.
Eine weitere Auswirkung der Feuernutzung auf frühe menschliche Gesellschaften bestand darin, dass größere Gruppen zusammenarbeiten mussten, um das Feuer aufrechtzuerhalten, Brennmaterial zu finden, es auf dem Feuer zu verteilen und das Feuer bei Bedarf wieder zu entzünden. So könnte das Feuer einen bedeutenden Einfluss auf die Größe und die sozialen Interaktionen dieser frühen menschlichen Gruppen gehabt haben.
Die Exposition gegenüber künstlichem Licht in den späteren Stunden des Tages veränderte den zirkadianen Rhythmus des Menschen und trug zu einem längeren Wachzustand bei. Der moderne Mensch ist 16 Stunden am Tag wach, während viele Säugetiere nur halb so viele Stunden wach sind. Außerdem ist der Mensch in den frühen Abendstunden noch aktiv, während der Tag bei anderen Primaten mit der Morgendämmerung beginnt und mit dem Sonnenuntergang endet. Viele dieser Verhaltensänderungen können auf die Kontrolle des Feuers und seine Auswirkungen auf die Ausdehnung des Tageslichts zurückgeführt werden.

### Körperliche Auswirkungen

#### Auswirkungen auf das menschliche Gehirn
Die Kochhypothese geht davon aus, dass die Fähigkeit zu kochen es ermöglichte, dass die Gehirngröße der Hominiden im Laufe der Zeit zunahm. Diese Idee wurde erstmals von Friedrich Engels in dem Artikel Anteil der Arbeit an der Menschwerdung des Affen vorgestellt und später in dem Buch Catching Fire: How Cooking Made Us Human von Richard Wrangham sowie von Suzana Herculano-Houzel vertreten. Kritiker der Hypothese argumentieren, dass das Kochen mit kontrolliertem Feuer nicht ausreichend gewesen sei, um den Trend der zunehmenden Gehirngröße auszulösen.
Die Kochhypothese wird durch den Vergleich der Nährstoffe in rohen Lebensmitteln mit den viel leichter verdaulichen Nährstoffen in gekochten Lebensmitteln gestützt, wie bei einer Untersuchung der Eiweißaufnahme aus rohen und gekochten Eiern. Wissenschaftler haben herausgefunden, dass bei mehreren Primaten die Beschränkung der Ernährung auf Rohkost während des Tages die verfügbare Stoffwechselenergie einschränkt. Der Gattung Homo gelang es, diese Grenze zu durchbrechen, indem sie ihre Nahrung kochte und mehr Nährstoffe aufnehmen konnte, um den steigenden Energiebedarf zu decken. Darüber hinaus waren sie auch in der Lage, Nährstoffe wie Docosahexaensäure aus Algen zu gewinnen, die besonders vorteilhaft und entscheidend für die Entwicklung des Gehirns waren.
Neben dem Gehirn benötigen auch andere menschliche Organe einen hohen Stoffwechsel. Im Laufe der menschlichen Evolution änderte sich das Verhältnis der Körpermasse der verschiedenen Organe, um eine Erweiterung des Gehirns zu ermöglichen.

#### Änderung der Ernährung
Vor dem Aufkommen des Feuers beschränkte sich die Ernährung der Hominiden hauptsächlich auf Pflanzenanteilen, die aus einfachen Zuckern und Kohlenhydraten bestanden, wie Samen, Blüten und Fruchtfleisch. Pflanzenteile wie Stängel, reife Blätter, vergrößerte Wurzeln und Knollen waren aufgrund der Unverdaulichkeit von roher Zellulose und Stärke als Nahrungsquelle unzugänglich. Durch das Kochen wurden stärkehaltige und faserige Nahrungsmittel jedoch genießbar und erweiterten die Vielfalt anderer Nahrungsmittel, die den frühen Menschen zur Verfügung standen, erheblich. Toxinhaltige Nahrungsmittel wie Samen und ähnliche Kohlenhydratquellen, wie z. B. cyanogene Glykoside in Leinsamen und Maniok, wurden in ihre Ernährung aufgenommen, da sie durch das Kochen konsumierbar wurden.
Durch das Kochen konnten auch Parasiten abgetötet, der Energieaufwand für das Kauen und die Verdauung verringert und mehr Nährstoffe aus Pflanzen und Fleisch freigesetzt werden. Da es schwierig war, rohes Fleisch zu kauen und zähe Proteine (z. B. Kollagen) und Kohlenhydrate zu verdauen, diente die Entwicklung des Kochens als wirksamer Mechanismus, um Fleisch effizient zu verarbeiten und in größeren Mengen zu verzehren. Mit seiner hohen Kaloriendichte und seinem Gehalt an wichtigen Nährstoffen wurde Fleisch so zu einem Grundnahrungsmittel der frühen Menschen. Durch die Verbesserung der Verdaulichkeit ermöglichte das Kochen den Hominiden, die aus der Nahrung gewonnene Energie zu maximieren. Infolge des höheren Nettoenergiegewinns aus der Nahrungsaufnahme stiegen die Überlebens- und Reproduktionsraten der Hominiden. Durch die Verringerung der Toxizität der Nahrung und die Erhöhung der Nährstoffausbeute ermöglichte das Kochen ein früheres Absetzalter, so dass die Frauen mehr Kinder bekommen konnten. Dadurch konnte die Bevölkerung expandieren.

#### Biologische Änderungen
Vor der Nutzung des Feuers besaßen die Hominiden große Prämolaren, die zum Kauen härterer Nahrung, wie etwa großer Samen, verwendet wurden. Außerdem lässt die Form der Backenzahnhöcker darauf schließen, dass die Nahrung eher aus Blättern oder Früchten bestand. Wahrscheinlich als Reaktion auf den Verzehr von gekochten Lebensmitteln schrumpften die Backenzähne des Homo erectus allmählich, was darauf hindeutet, dass sich ihre Ernährung von härteren Lebensmitteln wie knackigem Wurzelgemüse auf weichere, gekochte Lebensmittel wie Fleisch. Gekochte Nahrung führte zu einer weiteren Differenzierung der Zähne und schließlich zu einem verringerten Kiefervolumen mit einer Vielzahl kleinerer Zähne bei den Hominiden. Heute ist das Kiefervolumen und die Zahngröße des Menschen im Vergleich zu anderen Primaten geringer.
Aufgrund der besseren Verdaulichkeit vieler gekochter Lebensmittel war weniger Verdauung erforderlich, um die notwendigen Nährstoffe zu erhalten. Infolgedessen verkleinerten sich der Magen-Darm-Trakt und die Organe des Verdauungssystems. Dies steht im Gegensatz zu anderen Primaten, bei denen ein größerer Verdauungstrakt für die Fermentation langer Kohlenhydratketten erforderlich ist.
Wrangham zufolge ermöglichte die Beherrschung des Feuers den Hominiden, auf dem Boden und in Höhlen statt auf Bäumen zu schlafen, was dazu führte, dass sie mehr Zeit auf dem Boden verbrachten. Dies könnte zur Entwicklung der Zweibeinigkeit beigetragen haben, da diese Fähigkeit für die menschliche Aktivität zunehmend notwendig wurde.

#### Kritik an der Kochhypothese
Kritiker der Hypothese argumentieren, dass zwar eine lineare Zunahme des Gehirnvolumens der Gattung Homo im Laufe der Zeit zu beobachten ist. Arten wie H. ergaster besaßen große Gehirnvolumina in Zeiträumen, in denen es keine oder nur wenige Hinweise auf Feuer zum Kochen gab. Die Gehirngrößen von H. erectus aus Zeiten mit schwachen und starken Beweisen für das Kochen von Nahrung variieren kaum. Ein Experiment mit Mäusen, die mit rohem und gekochtem Fleisch gefüttert wurden, ergab, dass die Kalorienaufnahme der Mäuse durch das Kochen von Fleisch nicht zunahm, was zu der Schlussfolgerung führte, dass der Energiegewinn bei einer Ernährung mit rohem Fleisch gleich groß, wenn nicht sogar größer ist als bei gekochtem Fleisch. Andere Anthropologen argumentieren, dass die Hinweise darauf hindeuten, dass das Kochen mit Feuer erst 250.000 Jahre vor unserer Zeitrechnung begann, als alte Feuerstellen, Erdöfen, verbrannte Tierknochen und Feuersteine in Europa und im Nahen Osten auftauchten.